# Roberto Jacobsson
Frank Roberto Jacobsson, född 26 oktober 1953 i Nylöse kyrkobokföringsdistrikt i Göteborg, är en svensk fotbollstränare. Han är son till Frank "Sanny" Jacobsson och brorson till Karl-Alfred Jacobsson.
Jacobsson spelade fotboll i lägre divisioner, för IF Stendy, Västra Frölunda och Götaholms BK, innan han blev tränare. Han var assisterande tränare till Lennart Ottordahl när Västra Frölunda 1991 gick upp i allsvenskan, och var tränare för Gais när de 2003 gick upp i superettan efter två år i division II. Jacobsson fick ta över rollen som tränare i Gais tidigare under året, när huvudtränaren Ottordahl blev sjuk och sedermera avled i cancer. Han tackade sedan nej till att bli assisterande tränare till Roland Nilsson, som värvades som ny huvudtränare i klubben efter avancemanget till superettan. Därefter har han tränat klubbar lägre ner i seriesystemet. I februari 2011 lämnade han Kållereds SK i division 2 och tog över Örgryte IS i division 1. Han lämnade dock klubben redan i november samma år, då han inte lyckades pussla ihop tränarrollen med sitt civila arbete, och eftersom Örgryte inte hade råd att betala honom så mycket att han kunde satsa endast på jobbet som tränare. 2019–2021 var han tränare för Lödöse Nygård IK:s damlag.